# حماطة (جبلة)

تعديل مصدري - تعديل

حماطة محلة تابعة لقرية السروة، التابعة لعزلة الربادي بمديرية جبلة إحدى مديريات محافظة إب في الجمهورية اليمنية، بلغ تعداد سكانها 487 حسب تعداد اليمن لعام 2004.